# بار اثبات (حقوق)

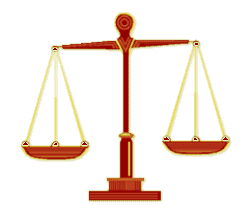
بار اثبات

بار اثبات در حقوق، به وظیفه یکی از طرف‌های دعوی یا شکایت دردادگاه‌های دادگستری مبنی بر اثبات مدعای خود یا ارائه شواهد کافی برای آن گفته می‌شود. این مسئله به خصوص در امور کیفری که برعهده دادستان است مورد تأکید قرار می‌گیرد. قانون مدنی می‌گوید: هرکس مدعی حقی است باید آن را اثبات کند.